# Kaf al-Dża
Kaf al-Dża (arab. كاف الجاع) – miejscowość w Syrii, w muhafazie Tartus. W 2004 roku liczyła 2068 mieszkańców.